# Flughafen Silchar

i8
i11
i13
Der ca. 110 m hoch gelegene Flughafen Silchar (englisch Silchar Airport oder Silchar Kumbhirgram Airport, IATA-Code: IXS, ICAO-Code: VEKU) ist ein nationaler Flughafen ca. 26 km (Fahrtstrecke) nordöstlich der Großstadt Silchar im Bundesstaat Assam im Nordosten Indiens.

## Geschichte
Der Silchar Airport wurde von der britischen Kolonialmacht im Zweiten Weltkrieg gebaut und anfangs rein militärisch genutzt. Zu einem unklaren Zeitpunkt begann auch die zivile Nutzung eines Teils des Geländes.

## Verbindungen
Verschiedene indische Fluggesellschaften betreiben z. T. mehrmals tägliche Linienflüge nach Kalkutta. Regionale Flugverbindungen bestehen nach Guwahati, Agartala, Shillong/Umroi und Aizawl.

## Zwischenfälle
- Am 5. Mai 1957 stürzte eine Douglas DC-3/C-47A-90-DL der Indian Airlines (Luftfahrzeugkennzeichen VT-AUV) kurz nach dem Start vom Flughafen Silchar zu Boden. Das ausgebrochene Feuer in beiden Triebwerken wurde durch den heftigen Regen schnell gelöscht. Die Maschine war durch Downbursts (schwere Fallböen) eines Gewitters aus niedriger Höhe zu Boden gedrückt worden. Von den 3 Besatzungsmitgliedern, den einzigen Insassen auf dem Frachtflug, kam eines ums Leben.[3]

- Am 29. März 1959 brach eine Douglas DC-3/C-47A-90-DL der Indian Airlines (VT-CGI) 56 Kilometer westlich des Flughafens Silchar im Flug auseinander. Die von Agartala kommende Maschine war in ein Gewittergebiet geflogen. Das Versagen hatte seinen Ursprung im Mittelteil des Tragwerks und war auf Belastungen zurückzuführen, die den für das Flugzeug vorgesehenen Höchstwert überstiegen. Alle 24 Insassen, vier Besatzungsmitglieder und 20 Passagiere, kamen ums Leben.[4]

- Am 29. August 1970 wurde eine Fokker F-27-400 der Indian Airlines (VT-DWT) 19 Kilometer vom Startflughafen Silchar entfernt in einen 1500 Meter hohen Berg geflogen, weil die Piloten das vorgeschriebene Abflugverfahren ignoriert hatten. Bei diesem CFIT (Controlled flight into terrain) wurden alle 39 Insassen getötet, fünf Besatzungsmitglieder und 34 Passagiere.[5]

## Sonstiges
- Betreiber des Flughafens sind die Airports Authority of India und die Indian Air Force.
- Es gibt eine Start-/Landebahn mit 2286 m Länge.